# Sarısu, Kahta
Sarısu là một xã thuộc huyện Kahta, tỉnh Adıyaman, Thổ Nhĩ Kỳ. Dân số thời điểm năm 2011 là 157 người.